# Rokytnice nad Rokytnou
Rokytnice nad Rokytnou là một chợ huyện thuộc huyện Třebíč, vùng Vysočina, Cộng hòa Séc.